# Ekadarabela
Ekadarabela – gaun wikas samiti w środkowej części Nepalu w strefie Dźanakpur w dystrykcie Mahottari. Według nepalskiego spisu powszechnego z 2001 roku liczył on 1276 gospodarstw domowych i 8341 mieszkańców (3887 kobiet i 4454 mężczyzn).